# Organización del Tratado Central
La CENTO (Central Treaty Organisation: Organización del Tratado Central), también conocida como METO (Middle East Treaty Organization: Organización del Tratado de Oriente Medio), fue una alianza militar de la Guerra Fría. El tratado, en un principio denominado “Pacto de Bagdad”, fue firmado el 24 de febrero de 1955 por Irán, Irak, Pakistán, Turquía y Reino Unido y se disolvió en 1979. El objetivo por que se creó el pacto fue similar al de la OTAN: frenar la influencia soviética —esta vez en Oriente Medio y sus alrededores. El Pacto de Bagdad constituyó, en realidad, una prolongación de la SEATO (Organización del Tratado del Sudeste Asiático).
En 1958, Estados Unidos se anexionó al comité militar de la alianza. Un año después, el 24 de marzo de 1959, se produjo la retirada de Irak de la organización, lo que tuvo como consecuencia un cambio en su nombre: el Pacto de Bagdad pasó a ser denominado “CENTO” a partir de aquel momento. La CENTO se incluyó dentro de la política de contención que llevó a cabo Estados Unidos durante la Guerra Fría con el objetivo de impedir que se expandiera la influencia de la Unión Soviética en Oriente Medio. Para ello, se creó igualmente la OTAN.

Al igual que la llegada de la OTAN y de la SEATO, la aparición de la CENTO no fue bien vista por los países de Oriente Medio, especialmente por Egipto y Siria. Además, la organización provocó la indignación de los partidos políticos de izquierda, que denunciarían el pacto por tener un tono imperialista, ya que se consideraba que iba en contra de la política de neutralismo positivo que había tenido lugar hasta entonces. Dado que la organización tuvo poca efectividad a la hora de actuar, expiró en 1979, con la Revolución de Irán.

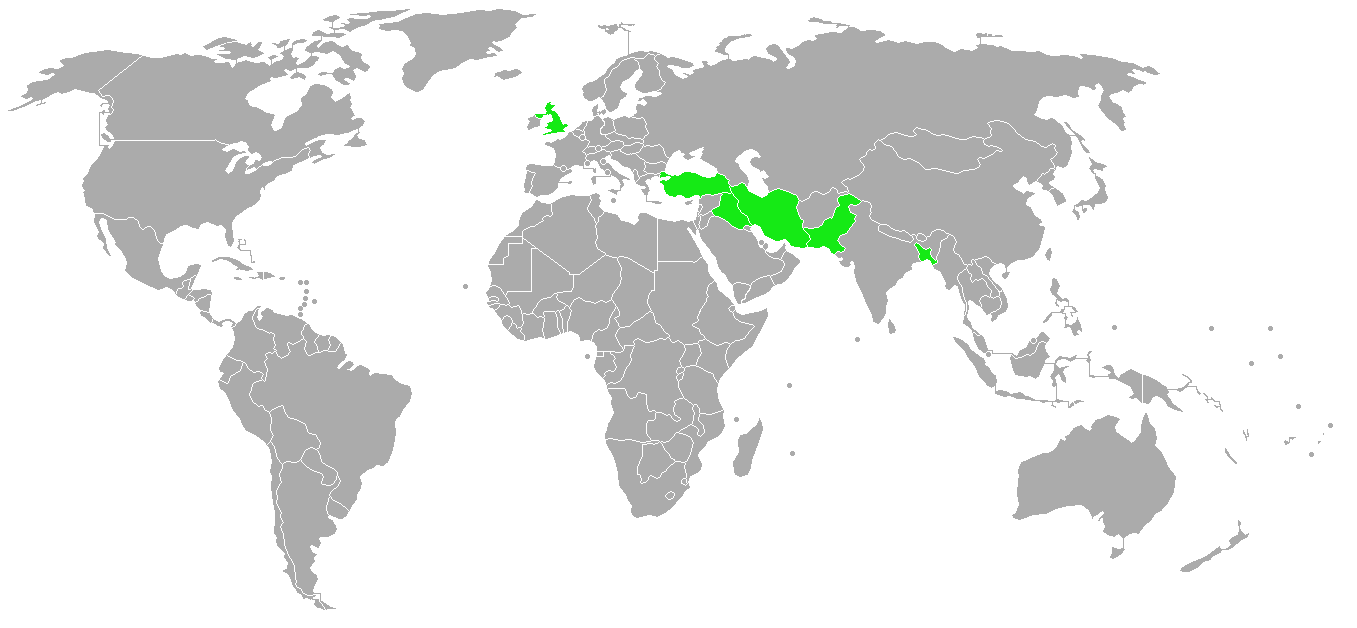
Mapa de los miembros iniciales de la CENTO.

## Antecedentes

### Tratado turco-pakistaní
En la primavera de 1953, en el transcurso de una misión diplomática que tuvo lugar en Turquía, el entonces ministro John Foster Dulles le propuso un pacto anticomunista al presidente del Consejo turco, Adnan Menderes. El objetivo del pacto era, por medio de los países de la zona, contener la expansión de la influencia soviética hacia el este. Se trataba de un pacto que se podría situar entre la OTAN y la SEATO, pues debía ser un lazo que uniera ambas organizaciones.
Turquía fue el primer país que se unió al proyecto y fue el motor del pacto. Previamente a ello, había pasado a formar parte de la OTAN, organización que veía al país como un punto débil por sus relaciones diplomáticas con la URSS. Fue a causa de esta visión de desconfianza que Turquía depositó su esperanza en la alianza, ya que su anexión podría suponer el fin de su aislamiento diplomático y asegurar el apoyo incondicional de Estados Unidos.
Las protestas de la Unión Soviética en la encomienda de Pravda hicieron que Menderes —primer ministro turco del momento— quedara satisfecho con las acciones que había llevado a cabo y ello le empujó a emprender un acercamiento hacia Pakistán, miembro de la SEATO. Como fruto del acercamiento, el 2 de abril de 1954 Turquía y Pakistán firmaron un pacto de asistencia mutua. Se trataba, pues, de un pacto abierto, es decir, se extendía a otros países de la zona. Lo que implicaba el pacto era un diálogo entre Turquía y Pakistán en términos de asuntos internacionales, una colaboración en asuntos de defensa y la asistencia mutua en caso de agresión. En realidad, el “pacto” era más bien un tratado de alianza militar.
El pacto, que fue aclamado por las cancillerías occidentales, continuó siendo vulnerable. Si se diera una agresión, las armadas turcas o pakistaníes tendrían que pasar obligatoriamente por Irak, pues la cordillera iraní no permitía el tránsito de tropas. Es en aquel contexto que nace en Turquía un incipiente interés por incluir a Bagdad en el pacto.
El papel de Turquía en el pacto de Bagdad fue de una naturaleza elevada comparada con la de otras naciones tales que Irak. Occidente le dio una especial atención, primero, por su importancia geopolítica. Se pensaba que se podría dibujar otros países árabes, como Irak, más cercana a la alianza anticomunista árabe proyectada, ya que el formador habría sido una inspiración para otros países con ideas similares. También se pensaba que, a través de la firma del Pacto de Bagdad, las relaciones turcas e iraníes llegarían a su momento de esplendor. No obstante, aquel optimismo no obtuvo recompensa, ya que Irak se hallaba bajo la constante amenaza de la infiltración de las tropas turcas y Nuri al-Said —primer ministro iraquí— estaba desesperado por llegar a un acuerdo. Finalmente, el cortejo de los turcos por parte de las naciones occidentales como Estados Unidos, no recibieron el resultado esperado dado que los países árabes, primordialmente Egipto, se volvieron hostiles hacia el pacto.

### Tratado turco-iraquí
Nuri al-Said, el por entonces primer ministro Irak, decidió establecer un tratado de defensa junto Turquía. Lo hizo por dos razones; la primera, para poder protegerse del inminente "peligro comunista" de la URSS, ya que los iraquíes compartían frontera con los soviéticos y aquello les hacía más vulnerables que el resto de países árabes. Además, la URSS estaba financiando grupos republicanos en Iraq. Y la segunda, conseguir renovar con Gran Bretaña el tratado anglo-iraquí (Sablier, 1956). Si bien es cierto que a al-Said no le agradaba Turquía, el ministro no negaba que el país tuviera una gran capacidad militar, por lo que prefirió firmar un acuerdo permitiendo que los turcos entraran en Irak en modo de aliados y no de conquista. De esta manera, se pensaba que, una vez finalizada la guerra, Turquía se retiraría del país. También es importante hacer mención a la gran tensión que existía entre Turquía y la Unión Soviética respecto al Bósforo, el cual impulsaría a Turquía a ser parte de este tratado. A pesar de que la Crisis de Los Estrechos en Turquía habría terminado dos años antes, la amenaza de que esta se repitiese seguía presente (Álvarez, 2020).
De este modo, el 25 de febrero de 1955 se firmó un tratado entre Turquía e Irak. El tratado consistía en una cooperación a lo largo de los siguientes cinco años, de características similares al previamente firmado tratado turco-pakistaní. El objetivo del tratado turco-iraquí era mantener la paz y la seguridad en Oriente Medio (Rubio García, 1955). No obstante, el tratado que firmó Turquía con Irak difirió al que pactó con Irán, ya que este último fue reconocido por la Liga Árabe y no reconocía al Estado de Israel.

### Reino Unido
El Reino Unido se unió a la alianza el 1 de abril de 1955, siendo el cuarto país en anexionarse. Aunque es cierto que un país que no conformase parte del Medio Oriente se uniese a una alianza destinada a este territorio, es importante destacar que nunca se estableció que la alianza se limitara únicamente a dicha región. La CENTO siempre estuvo dispuesta a recibir cualquier país que estuviese dispuesta a luchar contra el comunismo. En el mismo sentido, El Reino Unido aún tenía territorios en la región, como Chipre, el Protectorado de Adén, Omán y Catar, por lo cual tiene sentido que le interesara ser parte de esta. La adhesión supuso un paso hacia delante para el Reino Unido, pues tenía la esperanza de recuperar una parte de la influencia que había perdido en Oriente Medio tras el fin de la Segunda Guerra Mundial.

### Estados Unidos
En lo que concierne a Estados Unidos, el país se mostró ciertamente dubitativo antes de actuar. Percibió que el pacto fue muy bien recibido por los países de Oriente Medio y no le convenía llegar a disputas con Egipto, Arabia Saudí o con la Liga Árabe en general. Tras sopesarlo, EE. UU decidió no unirse a la alianza. No obstante, sí que estuvo presente en el pacto de manera militar y se decidió a ser un observador. 
Con cuatro países conformando el pacto, Estados Unidos empezó a confiar en el potencial de la futura organización. Sin embargo, aún quedaba por unirse un país de grandes dimensiones y mucho peso, con fronteras directas con la Unión Soviética: Irán.

### Irán
Irán constituía una de las bases, a ojos de Estados Unidos, para que el pacto cobrara verdadera forma y se pudieran cubrir bien todas las fronteras con la Unión Soviética. En 1950, se produjeron protestas de carácter nacionalista y comunista que abogaban por la nacionalización del petróleo, acción que llevó a cabo el doctor Mossadeg, líder del Frente Nacional y primer ministro de entonces, en 1951. La nacionalización del petróleo tendría mucha repercusión en la economía y en el futuro de Irán, pues no fue del agrado de Reino Unido ni de Estados Unidos. El primero de los países retiró a sus ingenieros y a sus técnicos de las instalaciones petroleras, lo que tuvo como consecuencia la incapacidad de Irán para extraer y comercializar su propio petróleo. Mossadeg contaba con el apoyo de la URSS y del Partido Comunista Iraní. Sin embargo, dichos apoyos no fueron suficientes para impedir el golpe de Estado que tuvo lugar en 1953 por medio de la llamada "Operación Ajax", liderada y financiada por Reino Unido y EE. UU.
El retorno del Shah al poder supuso el visto bueno de Estados Unidos de la unión de Irán a la alianza, lo que empujó a los estadounidenses a aumentar las ayudas financieras a Irán. No obstante, el agrado de Estados Unidos fue visto como una amenaza por la Unión Soviética, pues esta última había firmado un pacto previamente con Irán en 1921 —tratado ruso-iraní— que le permitía intervenir en Irán si una tercera potencia empleaba el territorio iraní para llevar a cabo operaciones de carácter militar o político que pudieran afectar a la URSS. Esto es, la Unión Soviética tenía el derecho de invadir Irán si se anexionaba a la alianza.
Lejos de hacer dudar a Irán y provocar su vuelta a atrás, la presión ejercida por la URSS empujó al país a buscar nuevos apoyos e Irán se unió al Pacto de Bagdad el 12 de octubre de 1955. De aquella manera, los iraníes adoptaron una postura antisoviética y, por miedo a un contraataque estadounidense, la URSS decidió  no declararle la guerra.

### Egipto
Que el Reino Unido se uniese y que Estados Unidos haya mostrado interés en unirse a la CENTO, conllevo a que muchos países de la región decidieran no unirse. Ya que para ellos esta unión solo sería una extensión del poder occidental. 
El más notable de este grupo de países era Egipto, el cual en 1956 fue invadido por el Reino Unido, por lo que naturalmente este se oponía a unirse a la alianza. Esta invasión significó que muy pocos vieran a la CENTO de manera favorable, muchos estaban preocupados de que Israel eventualmente se uniera o que fueran obligados a hospedar tropas turcas o británicas en sus territorios. 
El Reino Unido esperaba que Siria y Jordania se unieran al pacto para tener un mayor control sobre la zona de Oriente Medio. No obstante, los británicos se toparon con la realidad de una oposición árabe liderada por el presidente de Egipto, Gamal Abd al-Nasser, en una transmisión que hizo en el cadena de radio cairota Voice of The Arabs (Butt, 2003). Finalmente, Siria se negó a introducirse en el pacto. Jordania dudó sobre cómo actuar, aunque terminaría por no pertenecer a la organización (Ídem, 2003).

## Historia del pacto
El Pacto de Bagdad nació con el objetivo de reducir al máximo la expansión de la influencia soviética por los países de Oriente Medio y sus alrededores. Se firmó el tratado el 24 de febrero de 1955, varios años tras la aparición de la OTAN (4 de abril de 1949).
La Organización del Tratado Central comprometió a las naciones a una cooperación y protección mutuas, así como la no-intervención en los asuntos de las otras. Su meta era contener a la Unión Soviética (URSS) a través de una línea de estados fuertes a lo largo de la frontera sudoeste de la URSS. A diferencia de la OTAN, la CENTO no tenía una estructura de mando militar unificada ni muchas bases militares estadounidenses o británicas establecidas en países miembro.
El 14 de julio de 1958, la monarquía iraquí fue derrocada por un golpe militar. El nuevo gobierno comenzó a ser dirigido por Abd al-Karim Qasim, quien retiró a Irak del Pacto de Bagdad, estableció relaciones diplomáticas con la Unión soviética y adoptó una postura de no-alineación. Por lo tanto, la sede central del tratado pasaría a ser Ankara. La organización cambió el nombre de “Pacto de Bagdad” por “CENTO” en ese preciso instante. Iraq pronto comenzaría a trabajar con la Unión Soviética, Egipto y Siria para presionar a otras naciones para que no fueran miembros de la CENTO, lo cual fue efectivo. 
Oriente Medio y el sur de Asia se convirtieron en áreas extremadamente  vulnerables durante la década de 1960 con el conflicto arabo-israelí que tenía lugar en ese momento y las guerras indo-pakistaníes. CENTO se mostraba reacia a verse profundamente envuelta en ambas disputas. En 1965 y 1971, Pakistán intentó en vano obtener la ayuda de CENTO en sus guerras con India, pero la proposición recibió una respuesta negativa bajo el pretexto de que la CENTO tenía como objetivo contener a la URSS, pero no a India. Este rechazo significó que Pakistán era prácticamente irrelevante en la alianza, asimismo significó que estaba extraoficialmente muerta. Pero no fue hasta los 70 que realmente se desmoronó.
CENTO no hizo gran cosa para prevenir la expansión de la influencia soviética sobre los estados no-miembro en la zona. Independientemente del valor de contención que el pacto pudiera haber tenido, este se perdió cuando los soviéticos saltaron por encima de los Estados miembro, estableciendo relaciones militares y políticas cercanas con los gobiernos de Egipto, Siria, Irak, la República Democrática Popular de Yemen, Somalia y Libia. En 1970, la URSS ya había desplegado unas 20.000 tropas hacia Egipto y había establecido bases navales en Siria, Somalia y Yemen del Sur.
La Revolución de Irán supuso, en teoría, el fin de la organización en 1979, pero en realidad no se le puso un final hasta 1974, cuando Turquía invadió Chipre. Aquel hecho permitió a Reino Unido retirar las fuerzas que habían sido asignadas a la alianza y el Congreso de Estados Unidos detuvo las ayudas militares a Turquía a pesar de los dos vetos presidenciales. Con la caída de la monarquía de Irán, se perdió la razón de ser de la organización. Los futuros acuerdos de defensa de Estados Unidos y Reino Unido con los países de la región —como Pakistán, Egipto y los estados del Golfo Pérsico— fueron llevados de manera bilateral.
Con la retirada de Irán, el secretario general de CENTO, el diplomático Kamran Gurun, anunció el 16 de marzo de 1979 que convocaría una reunión del consejo del pacto para disolver la organización de manera formal.

## Mundo árabe y la CENTO
La METO fue recibida de diversas maneras por el mundo árabe. Contrarios a la participación en el pacto se encontraban el Egipto de Nasser y Arabia Saudí. Gamal Abd al-Nasser quería alejar a Egipto —y al mundo árabe en general— de las dinámicas de la Guerra Fría y abstenerse de elegir entre un bloque u otro. Partiendo de aquella visión, el Egipto nasserista optó por un "aislacionismo" y actuó siguiendo la línea de Estados Unidos, es decir, no se vio involucrado en asuntos que envolvieran a los europeos pero interactuó de manera económica con ellos.
De este posicionamiento, surgió la crítica de Egipto a la manera de actuar que estaba teniendo Irak. Nuri al-Said fue acusado de traicionar a sus hermanos y de romper la unidad de la Liga Árabe. En cuanto al interior del país, la oposición iraquí acusa a al-Said de traición y el ejército se halla cada vez más descontento, lo que pone en riesgo la seguridad del primer ministro. 
en Jordania, se producen cada vez más protestas. Reino Unido promete aumentar sus ayudar financieras y beneficiar a Jordania con 22 millones de libras esterlinas a cambio de su adhesión al pacto. La insistencia británica empujó a cuatro ministros jordanos a abandonar sus funciones y las revueltas consecuentes fueron reducidas con disturbios. En tan solo ocho días, tres gobiernos se sucedieron en Jordania y el rey del país, Huséin I, se dio cuenta de que la revolución era inevitable. En aquel contexto, los jordanos rechazan el tratado y ganan la simpatía de Egipto y Arabia Saudí.
En cuanto a este último país, Arabia Saudí, cabe mencionar su posición típicamente anticomunista y proestadounidense, lo cual conduce a pensar que iba a unirse al pacto. No obstante, el rey Saúd tiene sospechas de Turquía, que es el motor de la alianza. Asimismo, es consciente de los objeticos de Nuri al-Said y de los británicos, que buscaban la creación de un "Creciente Fértil", esto es, la unión de Siria, Jordania e Irak. Por aquellos motivos, Arabia Saudí se queda a un lado y rechaza el pacto, mirando igualmente con buenos ojos el alejamiento de la organización de Jordania e Irak.

## Proyectos que financió la CENTO

### Consejo científico de la CENTO
El Consejo Científico del CENTO organizó un gran número de simposios científicos y otros eventos, incluida una reunión en Lahor, Pakistán, en 1962 con el título “El papel de la ciencia en el desarrollo de los recursos naturales con especial referencia a Pakistán, Irán y Turquía”.

### Instituciones culturales y de investigación
Como sus homólogos NATO y SEATO, CENTO financió un gran número de instituciones culturales y de investigación científica:
- Conferencias CENTO sobre la enseñanza de la salud pública y la práctica de la salud pública.
- Programa de Obras Culturales CENTO.
- Instituto CENTO de Ciencias Nucleares y Aplicadas.
- Junta de Coordinación Científica de CENTO.
- Consejo Científico CENTO.
- Simposios CENTO sobre desarrollo rural.

Las instituciones apoyaron un amplio rango de actividades no-militares, poniendo el foco particularmente en la agricultura, la educación y el desarrollo. En 1960, CENTO había fundado 37 proyectos relacionados con la agricultura, la educación, la salud y el desarrollo económico. También organizó un simposio sobre las cuestiones de la fiebre aftosa y la peste bovina.

## Ferrocarril de la CENTO
CENTO patrocinó una línea ferroviaria, parte de la cual se llegó a construir completamente, para establecer una conexión entre Londres y Teherán a través de Van. sección A desde el Lago Van en Turquía y Charafjaneh en Irán. El terreno en que se llevó a cabo el proyecto ferroviario supuso un gran desafío.
Parte de la ruta entre Londres y Teherán incluía un ferry ferroviario a través del lago Van con una terminal en Tatvan en el lado oeste del lago. En el lado iraní, en la construcción de la vía se incluyeron ciento veinticinco puentes, entre ellos el tramo Towering Quotor, que mide 453 m de longitud.

## Cronología
- Febrero de 1954: Turquía firma un Pacto de Cooperación Mutua con Pakistán.
- 24 de febrero de 1955: se firma un acuerdo militar entre Irak y Turquía, y se empieza a emplear la expresión “Pacto de Bagdad”. Irán, Pakistán y el Reino Unido se unen al Pacto.
- Marzo de 1959: el nuevo régimen republicano de Irak retira al país del pacto.
- 1965: Pakistán trata de obtener ayuda de los aliados en su guerra contra la India, sin éxito.
- 1971: en el transcurso de una nueva guerra con la India, Pakistán intenta nuevamente sin éxito obtener el apoyo aliado (Estados Unidos le proporcionó un cierto apoyo militar, pero no mediante la CENTO).
- 1979: el nuevo régimen islámico de Irán retira al país de la CENTO.